# Astragalus heydei
Astragalus heydei är en ärtväxtart som beskrevs av John Gilbert Baker. Astragalus heydei ingår i släktet vedlar, och familjen ärtväxter. Inga underarter finns listade i Catalogue of Life.